# Einar Sigurdsson
Einar Sigurdsson (apodado Boca Sardónica, 989 - 1020) era uno de los cuatro hijos del jarl de las Orcadas, Sigurd Hlodvirsson. Compartió el gobierno de las Orcadas con sus hermanos desde 1014. Su vida se encuentra registrada en la saga Orkneyinga.
Cuando Sigurd murió en la batalla de Clontarf, dejó cuatro hijos: Brusi, Sumarlidi, Einar y Thorfinn el Poderoso. Thorfinn era solo un niño, mientras que sus hermanos ya eran adultos por lo que el condado fue dividido entre los tres hermanos mayores. No obstante, Thorfinn era el único heredero de la unión con la hija de Malcolm II de Escocia, y designado para gobernar el Señorío de Caithness por su abuelo.
La saga Orkneyinga describe a Einar como:
«despiadado y áspero, un combatiente difícil pero hombre certero»
y que 
«no hizo compromisos con nadie ni entraba en argumentos. Era un arrogante matón».
Einar hacía incursiones a menudo, llamaba a los bóndi para el leidang y los mantenía ahogados a impuestos. Las incursiones trajeron descontento y las constantes ausencias de los bóndi provocaba carencia y hambrunas en las tierras de Einar. Sus hermanos Sumarlidi, que murió poco después, y Brusi tenían otro carácter. El descontento entre los bóndar condujo a cierto Thorkel Amundason a protestar a Einar por las imposiciones. Einar concordó a la petición de Thorkel el primer año, pero en el segundo año furiosamente lo rechazó, jurando «que sólo uno de ellos vería la asamblea la próxima primavera.» Thorkel, y muchos otros notables, fueron al exilio, a la corte de Thorfinn en Caithness.
A la muerte de Sumarlidi, Thorfinn solicitó compartir el condado a sus hermanos. Brusi estuvo dispuesto a ello, pero Einar le dijo a Thorfinn que las posesiones que ya tenía bajo gobierno en Escocia era suficiente reparto y se quedó con el tercio de las islas de Sumarlidi. Thorfinn comenzó a reclutar un ejército en Caithness, y cuando Einar supo de ello, se dirigió a Escocia con sus fuerzas. Se pudo evitar la guerra gracias a la intervención de Brusi. Einar se constituyó como caudillo en jefe y jarl de las Orcadas, mientras él y Brusi se repartieron dos tercios del territorio, Thorfinn, como deseaba, recibió el tercio restante.
Durante una de las incursiones en Irlanda, sufrió una devastadora derrota cerca de Larne Lough por parte del caudillo local llamado Konofogor (en antiguo irlandés Conchobar, según la saga). Konofogor recibió apoyo de vikingos noruegos comandados por Eyvind Aurochs-Horn, un hermano de armas del rey Olaf Haraldsson. Einar culpó a Eyvind de su derrota, y en un golpe de mala suerte Eyvind se vio forzado a recalar en Osmundwall por culpa de una tormenta cuando regresaba a Noruega. Cuando Einar lo supo, encabezó sus fuerzas para capturarle, y lo ejecutó junto algunos de sus hombres. Al resto de supervivientes se les permitió regresar a Noruega. El rey Olaf Haraldsson «sintió que había sufrido una gran perdida y que se había hecho principalmente para herirlo».
Thorfinn viajó a Noruega y fue bien recibido por la corte real. A su regreso, Einar ya estaba reclutando un ejército de nuevo, y Brusi tuvo que interceder entre ellos otra vez. Ambos llegaron a un acuerdo, Thorkel Amundason, ahora padre adoptivo de Thorfinn, debería reconciliarse con Einar, y deberían festejarlo. Einar fue a visitar a Thorkel primero, pero las cosas fueron mal. Cuando llegó el momento de devolver la visita a Einar, los hombres de Thorkel supieron que había hombres armados en el camino, aparentemente con intenciones de emboscarles. Thorkel dio un giro al asunto, matándo a Einar primero, y escapó a Noruega donde el rey estuvo complacido con las noticias de lo que había hecho.
Einar no tenía hijos y sus posesiones pasaron a Brusi.
Jesse Byock compara la figura despótica del jarl Einar y el trato hacia los bóndi a quienes exigía obediencia, con los colonos de Islandia y su relación con los goði que les consideraba más aliados que siervos. Byock quiere demostrar que la sociedad vikinga no era uniforme, sino adaptada a las circunstancias y evolución de los asentamientos.